# Aiguizy
Aiguizy est une localité de Villers-Agron-Aiguizy et une ancienne commune française, située dans le département de l'Aisne en région Hauts-de-France.
Elle a fusionné avec Villers-Agron depuis une ordonnance du 2 juin 1819. La nouvelle entité prend le nom de Villers-Agron-Aiguizy.

## Histoire
La commune d'Aiguizy a été créée lors de la Révolution française. Le 2 juin 1819, elle fusionne avec la commune voisine de Villers-Agron par ordonnance et la nouvelle entité prend le nom de Villers-Agron-Aiguizy.

## Administration
Jusqu'à sa fusion avec Villers-Agron en 1819, la commune faisait partie du canton de Fère-en-Tardenois dans le département de l'Aisne. Elle appartenait aussi à l'arrondissement de Château-Thierry depuis 1801 et au district de Château-Thierry entre 1790 et 1795. La liste des maires d'Aiguizy est :
| Période                                  | Période | Identité | Étiquette | Qualité |
| ---------------------------------------- | ------- | -------- | --------- | ------- |
|                                          |         |          |           |         |
| Les données manquantes sont à compléter. |         |          |           |         |

## Démographie
Jusqu'en 1819, la démographie d'Aiguizy était :
| 1793 | 1800 | 1806 | 1821 |
| ---- | ---- | ---- | ---- |
| 104  | 64   | 77   | 55   |